# Росалес, Гауденсио
Гауденсио Борбон Росалес (исп. Gaudencio Borbon Rosales; род. 10 августа 1932, Батангас, Филиппины) — филиппинский кардинал. Титулярный епископ Эско и вспомогательный епископ Манилы с 12 августа 1974 по 9 июня 1982. Коадъютор Малайбалая с 9 июня 1982 по 14 сентября 1984. Епископ Малайбалая с 14 сентября 1984 по 30 декабря 1992. Архиепископ Липы с 30 декабря 1992 по 15 сентября 2003. Архиепископ Манилы с 15 сентября 2003 по 13 октября 2011. Кардинал-священник с титулом церкви Сантиссимо-Номе-ди-Мария-ин-Виа-Латина с 24 марта 2006.